# Selenops pensilis
Selenops pensilis là một loài nhện trong họ Selenopidae.
Het dier có ở Hispaniola.
Loài này thuộc chi Selenops. Selenops pensilis được Martin Hammond Muma miêu tả năm 1953.